# Patró digital
Un patró digital és qualsevol patró mimètic dissenyat informàticament, i, en conseqüència, compost per micromotius –generalment en forma de píxels--, o bé per combinacions de micromotius i macromotius. Contrasta amb els patrons convencionals, és a dir, amb totes les altres famílies mimètiques, totes les quals consisteixen exclusivament en macromotius, formes orgàniques o imitatives de la natura.
Si els micromotius del patró digital consisteixen en píxels hom parla, més concretament, de patró pixelat. Com que la majoria de patrons digitals són pixelats, en la pràctica tots dos termes s'usen indistintament, amb predomini del primer. De fet, la concepció popular és que són patrons digitals aquells que consisteixen en píxels.
Tot el conjunt de patrons digitals es pot agrupar en una família tipològica clarament definida (família de patrons mimètics digitals o pixelats). La família podria dividir-se interiorment en grups de patrons, per afinitats de l'aspecte general; tindríem així, per exemple, CAPDAT i derivacions, MultiCam i derivacions, digitals basats en tigrats, digitals basats en clapejats, etc., etc.

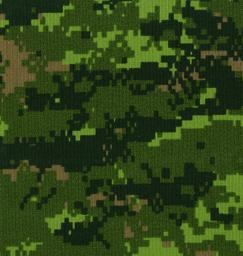
CADPAT boscós
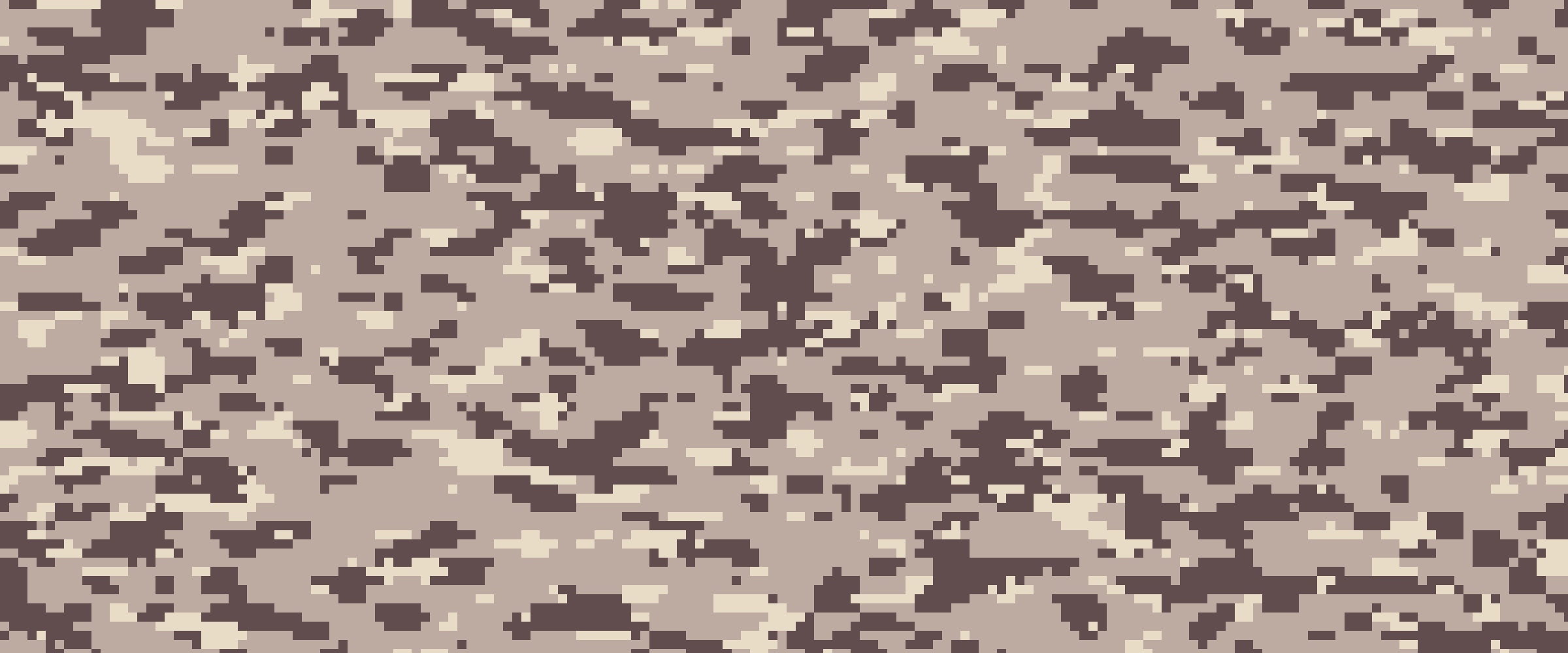
CADPAT desèrtic
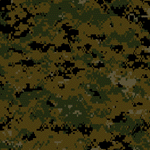
MARPAT boscós
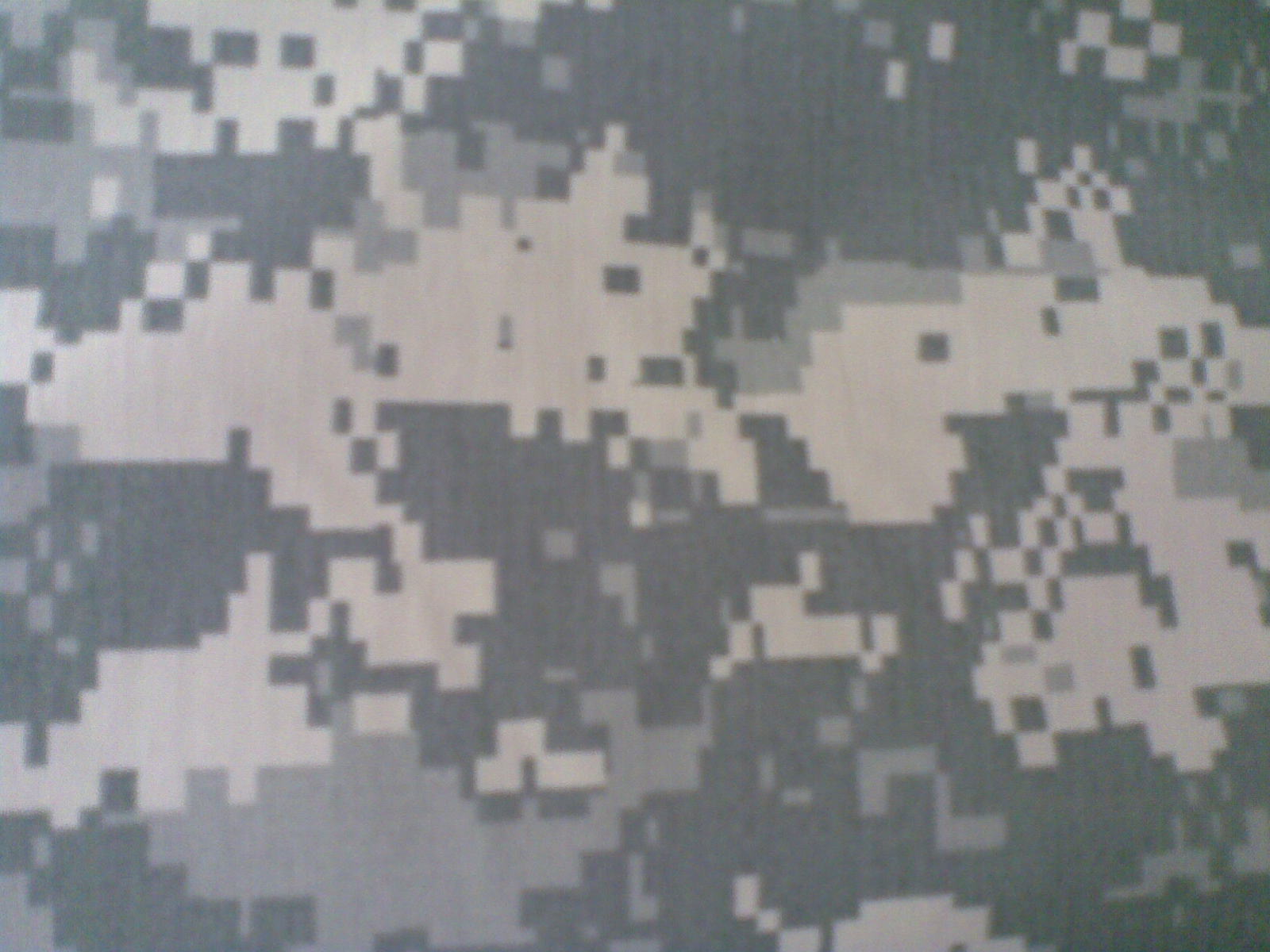
UCP
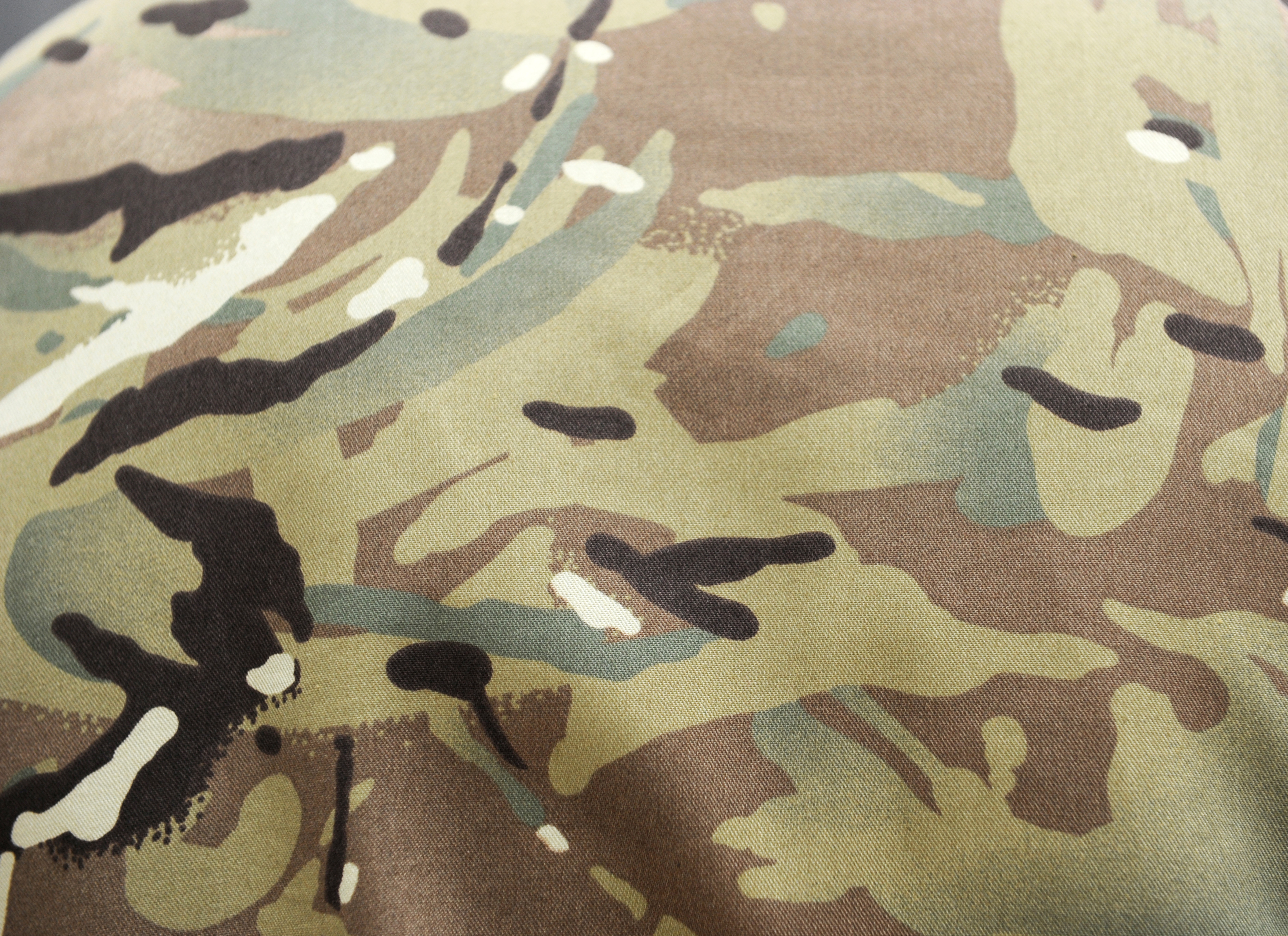
Exemple de MultiCam en l'adaptació britànica (MTP)
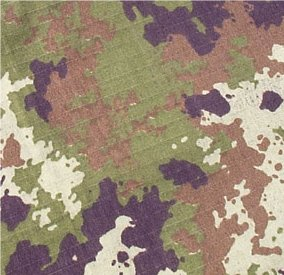
Mimetica vegetata, versió boscosa
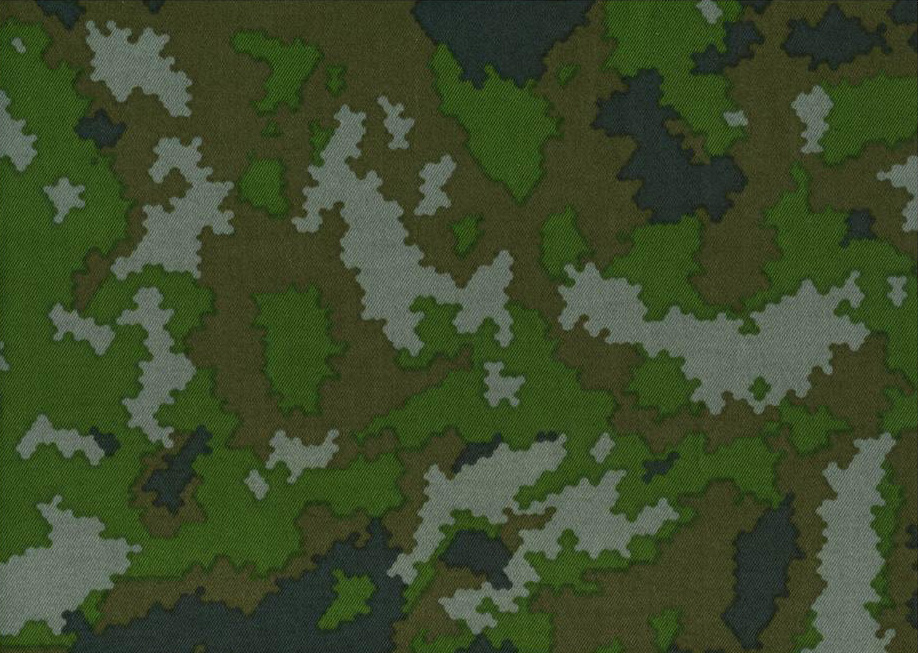
M/05 pakkaskuvio
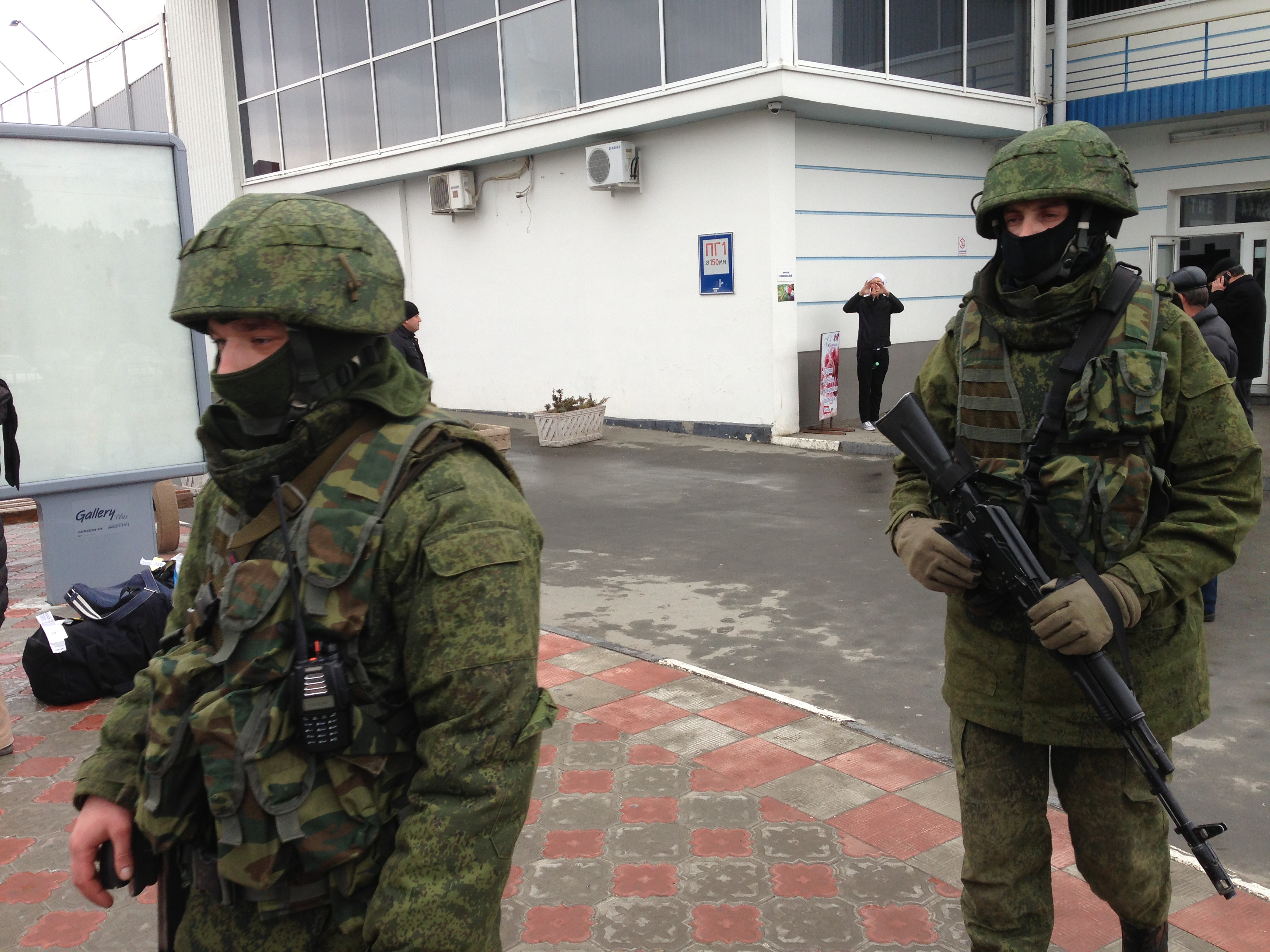
Flora digital (IeMR), versió boscosa

Exemples de patrons digitals

## Història

### Origen i èxit internacional
El primer patró digital de la història fou el CADPAT (Canadian disruptive pattern), adoptat per les forces armades canadenques el 1997. Presenta versions boscosa i desèrtica.
De seguida el CADPAT, i la nova tipologia mimètica que inaugurava, adquiriren notorietat internacional, i diverses potències, començant pels EUA, es llançaren a elaborar patrons digitals amb què equipar llurs tropes.
Avui dia la família digital és la predominant internacionalment: la pràctica totalitat dels patrons mimètics sorgits en els darrers quinze anys són patrons digitals, i aquests equipen la major part d'exèrcits del món, d'Europa a Latinoamèrica, passant per la Xina (amb excepcions importants, però).

### Derivacions del CADPAT
Ja el 2002 el cos de marines estatunidenc adoptà el patró MARPAT (Marine pattern), en introduir el nou model d'uniforme de campanya MCCUU (Marine Corps combat utility uniform). Es tracta d'una còpia reacolorida del CADPAT, amb versions boscosa i desèrtica; però l'hàbil tria dels colors –pel que fa a la versió boscosa-- ha convertit el MARPAT en un patró de referència, al seu torn.
De fet, molts dels patrons digitals adoptats per multitud d'exèrcits parteixen del disseny del CAPDAT o del MARPAT boscosos; i generalment hom ha tingut el bon sentit de triar-hi coloracions diferenciades segons el medi a què es destina l'uniforme. No fou el cas de l'exèrcit estatunidenc, però.
L'exèrcit estatunidenc rebutjà d'assumir el MARPAT com a propi, desestimà el MultiCam (vegeu més avall) i finalment adoptà el patró UCP (universal camouflage pattern) el 2004, en introduir el nou model d'uniforme de campanya ACU (Army combat uniform), que venia a substituir el veterà BDU en patró woodland. En el seu moment l'UCP es presentà com a fruit d'un llarg procés d'estudis i proves, fet autònomament però en cooperació amb el Canadà; i se'n trià una única versió, de dominància grisenca, que hom assegurava ideal per a qualsevol mena d'escenari (bosc, jungla, desert, medi urbà, etc.). Cap al 2009, per mor de l'efectivitat, les tropes estatunidenques desplegades a l'Afganistan començaren a usar exemplars d'ACU estampats no pas en l'UCP reglamentari, sinó en un patró comercial, el MultiCam. Llavors es destapà, amb considerable escàndol, que en realitat l'UCP no era més que una còpia mal feta del CADPAT (directament o mitjançant el MARPAT), frustrada a més per la coloració mal triada; que resultava poc efectiu en tota mena d'escenaris; i que en tota l'operació s'hi havien malbaratat inútilment milions de dòlars.

### La saga del MultiCam
Entre els patrons digitals de major èxit es compta el MultiCam (2002), d'origen comercial i ús civil, i amb una única versió que és considerada multifuncional. De fet, el dissenyà la companyia Crye Precision per a ús de l'exèrcit dels EUA, però aquest el desestimà en profit de l'UCP.
Emperò, entorn del 2009 –ho hem vist-- tot d'exèrcits començaren a emprar oficiosament el MultiCam en campanya, sobretot a l'Afganistan, perquè s'hi adequa força al medi. Amb el pas del temps aquests exèrcits han acabat adoptant oficialment el MultiCam, sigui en la versió original o fent-hi petites adaptacions. Entre les derivacions del MultiCam es compten els patrons següents: 
- VCG (Vojska Crne Gore) Multicam montenegrí, adoptat el 2010.
- MTP (multi-terrain pattern) britànic, adoptat el 2011 arran l'adopció del nou uniforme de campanya personal clothing system-combat uniform, i en substitució del patró pinzellat DPM.
- multi terræn sløring danès, adoptat el 2011 arran l'adopció del nou uniforme de campanya M/11, en substitució del patró clapejat pletsløring (Flecktarn verdós, propi de l'uniforme M/84).
- NZDP (New Zealand Defence Force pattern) neozelandès, adoptat el 2012 per al nou uniforme de campanya MCU (MultiCam uniform).
- OCP (operational camouflage pattern) estatunidenc, adoptat el 2014 per a substituir el fracassat UCP en l'uniforme ACU.
- AMC (Australian multi-camouflage pattern) australià, adoptat el 2014 per al nou uniforme de campanya AMCU (Australian multi-camouflage uniform).

### Altres patrons destacats
Entre els patrons digitals d'elaboració independent, no derivats ni del CADPAT ni del MultiCam, podríem destacar els següents:
- mimetica vegetata, adoptat el 2004 per les forces armades italianes en substitució del patró clapejat Roma 92 (el qual era d'estil woodland). Probablement és una pixelació de dissenys clapejats. Presenta versions boscosa i desèrtica.
- la família de patrons finesos M/05. Consta de quatre patrons prou diferents, però tipológicament emparentats, que semblen basar-se en la pixelació de dissenys clapejats: desèrtic (hellekuvio, 'patró calor'); boscós d'entretemps (maastokuvio, 'patró terreny'); boscós hivernal (pakkaskuvio, 'patró glaçada'); i nival (lumikuvio, 'patró neu'). Foren adoptats el 2005, llevat del desèrtic, que els havia precedit el 2003.
- USAF digital tiger stripe, adoptat el 2007 per la Força Aèria estatunidenca en introduir el nou uniforme de campanya ABU (airman battle uniform). Es tracta de la pixelació d'un patró tigrat.
- IeMR (единая маскировочная расцветка, iedínaia maskiróvotxnaia rastsvetka, 'coloració uniforme d'ocultació'), col·loquialment conegut com a tsifra, tetris i flora digital. Adoptat el 2011 com a patró comú del gruix de les forces armades russes. És una pixelació del patró clapejat flora, i presenta diverses versions de coloració segons el medi, la més coneguda de les quals és la boscosa, de dominància verda.

L'exèrcit neerlandès té uns patrons fractals en període de proves.

## Efectivitat i crítiques
En teoria, els micromotius (generalment píxels), confusos a la vista, dificulten discernir la forma; això, teòricament, dotaria els patrons digitals d'una qualitat disruptiva superior, que, a més a més, seria semblant a diverses escales de distància.
En la pràctica, el grau d'efectivitat d'aquests patrons és molt divers; i si bé els models més reeixits semblen tenir una efectivitat mimètica marginalment superior, tots presenten el mateix problema que qualsevol altre tipus de patró: poden ésser més o menys efectius en posició estàtica, però perden efectivitat mimètica un cop en moviment.
Per a alguns crítics la voga dels patrons digitals es deu més a qüestions de moda i prestigi (la pruïja d'anar a l'últim crit) que no a cap efectivitat militar constatable.